# Haltija
Um haltia (em finlandês:  haltija) é uma criatura similar a um espírito, gnomo ou elfo na mitologia finlandesa que guarda, ajuda ou protege algo ou alguém. A palavra é possivelmente derivada do Gótico ''haltijar'', que se referia ao colono original de uma herdade — embora essa não seja a única etimologia possível.
A palavra também é usada no  finlandês moderno para significar dependendo do contexto, titular, ocupante, senhor, mestre, dono, ocupante, possuidor, portador ou proprietário.
Há muitos tipos diferentes de haltijas, como haltijas da água e haltijas da floresta. Até mesmo cemitérios têm seus próprios haltijas (kalman väki, "povo da morte").
Assentamentos humanos também têm haltijas. Um tipo desses haltijas são o tonttu ou maan haltija (haltija da terra). O tonttu é a versão finlandesa do sueco tomte. O finlandês tonttu e o sueco tomte estão relacionados com as palavras tontti (finlandês) e tomt (sueco). Ambas as palavras têm o mesmo significado, que é "lote em construção". Mais tarde, tais espíritos locais também seriam referidos como um tomtegubbe ["velho homem da casa"] em sueco. O kotihaltija (elfo ou gnomo doméstico) é o tonttu que vive em cada lar. Ele cuida da casa e é importante tratá-lo com respeito. O saunatonttu vive na sauna e a protege, mas também se certifica de que as pessoas não se comportem inadequadamente nela. Joulutonttu é "duende de natal" em finlandês. Ao contrário dos elfos de Natal em alguns países, o finlandês joulutonttu não tem orelhas pontudas.
Existem até mesmo haltijas pessoais, que são espíritos protetores semelhantes a anjos no Cristianismo. Um deles se chama de "luonto", que significa "natureza".
Na mitologia estoniana um ser parecido é chamado haldjas, enquanto que o termo usado em estoniano para um titular, mestre ou proprietário é haldaja
A palavra Haltija as vezes é escrita como haltia. Hoje em dia, essa ortografia mais rústica muitas vezes se refere aos elfos dos livros de Tolkien ou de outros livros do gênero de fantasia.

## Povos e poder
Alguns haltijas são divididos em raças ou povos, que são chamados de väki. Esta palavra significa tanto "força/poder" quanto "grupo/núcleo (de pessoas)" (e.g. väkiviina "bebida forte", sotaväki "militar"). O significado de "poder" é etimologicamente mais antigo; o significado de väki como "povo" é o resultado da antropomorfização de conceitos abstratos como "kalman väki", o poder dos espíritos mortos. Existem diferentes tipo de väkis de haltijas, como veden väki (povo da água) ou metsän väki (povo florestal).
No entanto, väki não deve ser simplesmente traduzido para povo ou raça porque tem dois significados simultâneos: povo e poderes (mágicos). Às vezes väki é mais usado como "povo", referindo-se a um grupo de indivíduos haltijas. Às vezes väki é mais usado como "poder mágico", e então significa as qualidades de certos ambientes e elementos, ou poderes que causam e curam doenças. Normalmente, ambos os significados são verdadeiros ao mesmo tempo. Poderes mágicos são causados por grupos de haltijas.
Por exemplo, se alguém fica doente durante a prática de natação, isso pode ser causado por väki de água que se apegue a uma pessoa. Neste sentido väki é mais como um poder mágico de água que pode tornar as pessoas doentes, mas também pode significar que espíritos haltija muito pequenos ou invisíveis estão apensos a uma pessoa. No entanto, se uma pessoa vai a pesca, ela pode pedir aos väki da água para que tragam peixes chamando haltijas individuais por seus nomes que pertençam a essa väki. No último caso, väki é mais entendido como um povo, mas também pode ser vista como uma força mágica (que atrai sorte).
Alguns väkis de haltijas:
- Väki da floresta (metsän väki) significa haltijas da floresta. O seu líder é Tapio, o rei da floresta. Significa, também, poderes mágicos da floresta.
- Väki da água (veden väki) significa haltijas de água. O seu líder é Ahti, o rei do mar. Veden väki é também o poder mágico de água que pode deixar as pessoas doentes ou curá-los.
- Väki de mulher (naisen väki) geralmente é entendido como poderes mágicos especiais das mulheres.
- Väki da morte (kalman väki) significa fantasmas e espíritos, mas também o poder mágico que pode ser encontrado em um cemitério. Este poder pode tornar as pessoas doentes e também pode ser usado contra outras pessoas.
- Väki de fogo: (tulen väki) significa espíritos do fogo, mas também as forças destrutivas do fogo e poder de cura de ar quente, por exemplo, em uma sauna.
- Väki da montanha (vuoren väki) geralmente se refere aos haltijas de morros e grandes rochas.
- Väki da madeira (puun väki) significa a raça de haltijas das árvores, e também o poder de madeira material, que pode causar dor se você for atingido por um objeto de madeira.
- Väki de ferro (raudan väki) significa haltijas de ferro. Eles podem machucar as pessoas que são atingidas por armas brancas. Väki de ferro também podem ser comandados para curar as feridas que causaram.

Imagina-se que väkis haltijas de diferentes ambientes e materiais conflituavam-se uns com os outros. Por exemplo, quando a madeira é queimada, um väki de fogo está ferindo um väki de madeira. Väkis de fogo podem ser usados para assustar outros väki. Por exemplo, caso você tenha ficado doente por conta de um väki de água que apegou-se a você enquanto estava nadando, este väki e a doença podem ser retirados na sauna, que contém um monte de väkis de fogo (ar quente).

## Haltija na literatura
- Um dos personagens principais em Sphere of Power por Shanon Mayer é um haltija.[2]